# テッド・V・マイケルズ
テッド・V・マイクルズ（Ted V. Mikels, 本名：Theodore Vincent Mikacevich, 1929年4月29日 - 2016年10月16日）はクロアチア系アメリカ人の映画監督で、インデペンデント映画、Z級カルト映画をしていることで知られていた。

## 人物
映画スタイルはある意味、荒唐無稽ともいうべきであり、一部からは「ハリウッドの反天才」「芸術の突然変異」の称号（?）を持つ「エド・ウッド」のライバルとも称されていた。
カラフルな衣装に、ハンドルバーの口髭という派手な姿と、カリフォルニア州のグレンデールで隠し通路付きのハーレムに最大で7人の女性と共に住んでいたなど、映画だけでなく、その風変わりな私生活も有名であった。
日本ではハンバーガーの肉の都市伝説として、食用ミミズを材料にしたハンバーガーの存在を報じた際に「ミミズバーガー」と称したが、これはテッド・V・マイクルズ制作の「The Worm Eaters」の邦題である。

## 経歴
小学生の頃、カメラに興味を持ち始めた彼は、自分の家の浴槽を利用してフィルムを現像するようになった。
15歳になると、話術や奇術を使ったステージパフォーマーとしてレギュラー出演し、1950年に渡米した。
渡米後、カリフォルニアでスタントマン、脚本家、音響技術者、映写技師などを経験し、映画製作に必要なカメラ技術や映像編集のノウハウを会得すると、映画製作を打ち込み始め、1963年には記念すべき処女作「Strike Me Deadly」を製作するものの、製作途中で予算が不足し自身の家を抵当に入れて、やっと完成に漕ぎ着くような状態だった。
しかも、完成後は劇場で上映されたものの、販売権の関係で彼に収入は全く入って来ないという惨憺たる結果だった。
その後も幾多もの作品を完成させたマイケルズは、2003年にはネバダ州ラスベガスにてフィルムやビデオを制作する「TVMスタジオ」の経営を始めた。
そして2005年8月28日、彼はそれまでZ級ではない、一般向け映画となる最新の映画「Heart Of A Boy」でネバダ知事の氏から「Certificate of Recognition」を授与された。この賞は彼が映画製作産業に貢献したという事を証明する賞であった。
2009年、McFarland & Company社よりChristopher Wayne Curry著書「テッドVマイクルズのインデペンデントシネマ」が出版された。
2010年、Alpha Video社から「テッドV.マイクルズのWild World」が6月にリリースされる。この作品は、彼が過去に製作した映画を振り返るドキュメンタリーで、ジョン・ウォーターズを語り手として、製作指揮はケビン・ショーン・マイクルズによって行われた。本作の一部をWHDジャパンが2010年初発売予定の「ミミズバーガー」に収録すると発表している。
2016年10月16日、大腸癌の合併症により、87歳で死去。

## DVDリリース
2007年に、Alpha Video社は、Alpha New Cinemaとして、マイクルズが手掛けたフィルムから10作を厳選しDVDでリリースされた。
その内、「テン・バイオレント・ウーマン」「シークレット・フィンガー／史上最強の美女軍団」「人間ミンチ」「人間ミンチ2」「Girl in Gold Boots and Blood Orgy of the She-Devils」がテッドVマイケルズのコレクションセットとして、彼自身の解説を加えての発売となった。

2010年7月には「Astro Zombies: M3 - Cloned」を米国の単館で公開し、Los Angeles Cinema Festival of Hollywoodにおいて賞を受賞し、Alpha Video社がDVD化を決定する。

同年、テッド・V・マイクルズの熱心なファンとして有名な阿見松ノ介(ホラー映画監督)が、友人でもあるマイクルズに「今の日本には、あなたの作品が必要だ」と説き、版権を獲得する。

そして、阿見松ノ介の所属するWHDジャパンは2010年9月の「ミミズバーガー」を皮切りに、10月に「人間ミンチ」、11月に「人間ミンチ2」、12月に「アストロゾンビーズ　クローン人間の復讐」をテッド・V・マイクルズ・ムービー・コレクションとして日本版を発売する事を発表した。

その後、"Astro Zombies: M3 - Cloned"(日本未公開)では日本のシーンがあり、阿見松ノ介がテッド・V・マイクルズに依頼され撮影した。

阿見松ノ介との友情は続き、その後、阿見松ノ介が父親を亡くして落ち込んでいる時も、テッド・V・マイクルズは「我々は世界で一番幸福な仕事をしている。落ち込んでいる暇は無い」という内容のメールを送って励ましたと言われている。

## 主な作品
- Strike Me Deadly (1963)
- ザ・ブラック・クランズマン The Black Klansman (1966)
- アストロ・ゾンビ (日本未公開) The Astro-Zombies
- Girl In Gold Boots (1968)
- 人間ミンチ The Corpse Grinders (1972)
- シーデビル Blood Orgy Of The She-Devils (1972)
- シークレット・フィンガー／史上最強の美女軍団 The Doll Squad (1973)
- ミミズバーガー The Worm Eaters (1975)
- テン・バイオレント・ウーマン Ten Violent Women (1979)
- バトル・エンジェル／怒りに燃える柔肌の復讐 Angel Of Vengeance (1987)
- Mission:Killfast (1991)
- Dimension In Fear (1998)
- Female Slaves Revenge (Apartheid Slave-Women'S Justice) (1997)
- 人間ミンチ2 Corpse Grinders Two (2000)
- アストロゾンビーズ Mark Of The Astro Zombies (2002)
- The Cauldron: Baptism Of Blood (2004)
- Heart Of A Boy (2006)
- Demon Haunt (2009)
- "Astro Zombies: M3 - Cloned" (2010)
- The Corpse Grinders 3 (2012)
- "Astro-Zombies M4: Invaders from Cyberspace" (2012)
- Ten Violent Women: Part Two (2017)